# Rachoviscus graciliceps
Rachoviscus graciliceps é uma espécie de peixe caraciforme da família dos caracídeos (Characidae). É endêmica do Brasil e ocorre em água doce bentopelágico nas bacias dos rios ao sul do estado da Bahia. Um macho estudado media até 4,8 centímetros. Em 2005, foi classificada como criticamente em perigo na Lista de Espécies da Fauna Ameaçadas do Espírito Santo; em 2014, como em perigo na Portaria MMA N.º 444 de 17 de dezembro de 2014; e em 2018, como em perigo no Livro Vermelho da Fauna Brasileira Ameaçada de Extinção do Instituto Chico Mendes de Conservação da Biodiversidade (ICMBio); e em 2017, como em perigo na Lista de espécies de flora e de fauna de extinção do estado da Bahia.